# Bandwacht
Unter Bandwacht (englisch Intruder Watch) versteht man im deutschsprachigen Raum eine Selbsthilfegruppe aus Funkamateuren, welche sich mit der unrechtmäßigen Fremdnutzung der dem Amateurfunkdienst exklusiv oder auf primärer Basis zugewiesenen Frequenzbereiche auf Kurzwelle befasst.
Häufig ist diese einem Dachverband angeschlossen. Sie ist dann übergeordnet Teil des IARU Monitoring Systems, welches die Aufgaben der Bandwachten definiert. Daneben gibt es weitere Selbsthilfegruppen, die frei organisiert sind, wie die Interessengruppe Intruder-Watch oder die Bandwacht Südtirol.

## Rechtliche Grundlagen
Eine Bandwacht beobachtet im Rahmen der Frequenzüberwachung jene Frequenzbereiche auf Kurzwelle, welche dem Amateurfunkdienst exklusiv oder zur primären Nutzung zugewiesen sind. Die betreffenden Frequenzbereiche sind im Geltungsbereich der Bundesrepublik Deutschland in der Amateurfunkverordnung (AFuV), Anlage 1 (zu § 1 Nr. 6), festgelegt. Es handelt sich um das 40-, 20-, 17-, 15-, 12-, und 10-Meter-Band. In Einzelfällen werden auch andere Frequenzbereiche untersucht und dokumentiert.

## Aufgabe
Intruder nutzen und belegen unrechtmäßig Frequenzkapazitäten des Amateurfunkdienstes. Diese Aussendungen beeinträchtigen die Abwicklung des regulär zugewiesenen Funkverkehrs. Als Beobachtungs- und Meldestelle sammelt und verdichtet die Bandwacht Informationen über unrechtmäßige Frequenznutzungen durch dritte Funkdienste und kooperiert mit dem Prüf- und Messdienst der Bundesnetzagentur.
Die Bandwacht nimmt dazu Meldungen über Fremdemissionen aus der Bevölkerung entgegen und beobachtet die Kurzwellenbänder zusätzlich selbständig. Dies kann eine manuelle oder auch eine automatisierte Beobachtung mithilfe technischer Einrichtungen sein. Wurde ein Intruder festgestellt, erstellt die Bandwacht ein Profil der Fremdemission und übermittelt dieses der Bundesnetzagentur. Diese überprüft die Angaben und leitet bedarfsweise eine internationale Beschwerde an die Fernmeldebehörde ein, aus dessen Geltungsbereich die Fremdemission vermutet wird.

## Intruder
Zu den häufigsten Intrudern zählen digitale Modems militärischer Übertragungsverfahren, wie STANAG 4285, LINK 11 oder CIS-12, ferner Überhorizontradare (OTHR) sowie politisch motivierte Untergrundsender. Aber auch außereuropäischer Taxifunk oder illegaler Schiffsfunk ist oft anzutreffen.
Seit Ausbruch des Ukraine-Konflikts hat die Belegung der Kurzwellenbänder durch militärische Intruder deutlich zugenommen.
Lokale Funkstörungen fallen in der Mehrzahl nicht unter Intruder, da es sich meist um elektromagnetische Störungen (EMV) handelt. Auch Amateurfunkstationen oder solche, die dem Amateurfunkdienst zugeschrieben werden können, sind – mit wenigen Ausnahmen – keine Intruder.

### Beispiel

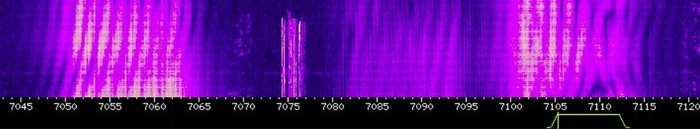
Drei Überhorizintradare im 40 Meter-Amateurfunkband im Sommer 2021.

Im nachstehenden Wasserfall-Diagramm sehen wir einen Spektrum-Ausschnitt des 40 Meter-Amateurfunkbands. Deutlich zu erkennen sind drei Frequenzbereiche mit breitbandigen Schleiern. Bei diesen Signalen handelt es sich um Emissionen von Überhorizontradaren (OTRH). Darunterliegender regulärer Funkverkehr ist dadurch unverständlich oder sogar unhörbar.